# Přípojné vozidlo

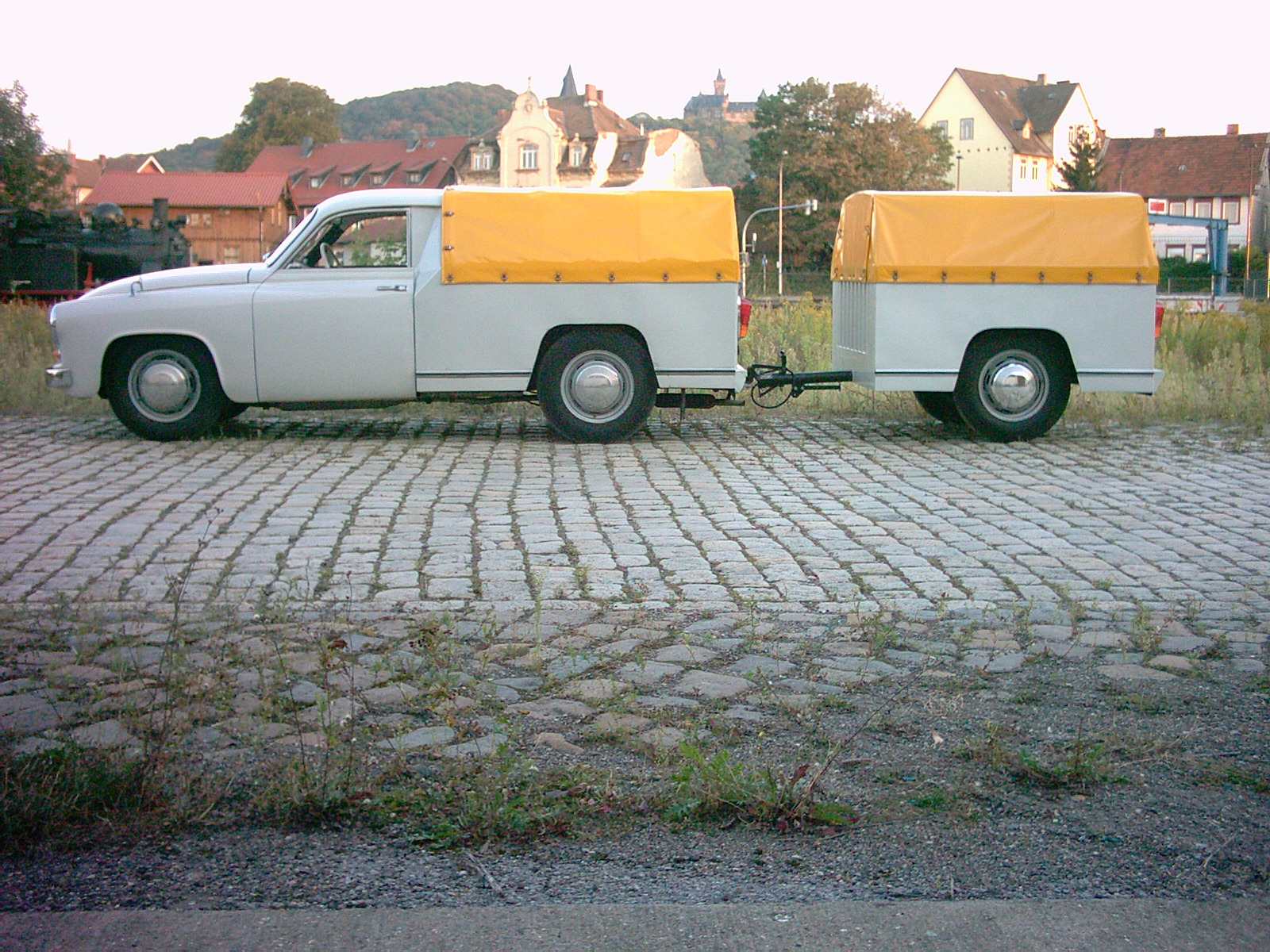

Přípojné vozidlo je v oboru silničních vozidel souhrnné označení přívěsů a návěsů. Návěsy se rozlišují na sedlové a kloubové. Zvláštním typem přípojného vozidla je postranní vozík motocyklu. Motorové vozidlo s jedním nebo více přípojnými vozidly tvoří jízdní soupravu.